# Teoría espectral
En matemática, teoría espectral es un término inclusivo para las teorías que extienden la teoría de vectores y valores propios de una matriz cuadrada a la más amplia teoría de la estructura de operadores en ciertos espacios matemáticos. Es resultado de los estudios del álgebra lineal y de las soluciones de sistemas de ecuaciones lineales y sus generalizaciones. La teoría está conectada con la de funciones analíticas debido a que las propiedades espectrales de un operador están  estrechamente relacionados con las funciones analíticas del parámetro espectral.

## Trasfondo matemático
La denominación teoría espectral fue introducida por David Hilbert en su formulación original de la teoría del espacio de Hilbert, que fue lanzada en términos de formas cuadráticas en infinitas variables. El teorema espectral original fue concebido por tanto como una versión del teorema de ejes principales de un elipsoide, en un entorno de dimensión infinita. El posterior descubrimiento en mecánica cuántica de que la teoría espectral podría explicar las características del  espectros atómicos fue por lo tanto fortuita.
Históricamente, hay tres modos principales de formular teoría espectral, todos los cuales mantienen su utilidad. Tras la formulación inicial de Hilbert, el desarrollo posterior de espacios de Hilbert abstractos y la teoría espectral de un único operador normal sobre ellos fueron muy en paralelo con los requerimientos de la física, en particular de la mano de von Neumann. La teoría se extendió posteriormente para incluir álgebras de Banach de forma abstracta. Este desarrollo conduce a la representación de Gelfand, que cubre el  caso conmutativo, e incluso al análisis armónico no conmutativo.
Puede ponerse de manifiesto esta diferencia al enlazar con el análisis de Fourier. La transformada de Fourier en la recta real es, en cierto sentido, la teoría espectral de  diferenciación vía el operador diferencial. Pero para cubrir los fenómenos ya se ha de tratar con autofunciones generalizadas (por ejemplo, por medio de un Espacio de Hilbert equipado). Por otro lado, es fácil construir un álgebra de grupo, el espectro de los cuales refleja las propiedades básicas de la transformada de Fourier, y esto se lleva a cabo por medio de la dualidad de Pontryagin.
También se pueden estudiar las propiedades espectrales de operadores en espacios de Banach. Por ejemplo, los operadores compactos en espacios de Banach tienen muchas propiedades espectrales similares a la de  matrices.

## Trasfondo físico
El trasfondo de la física de vibraciones ha sido explicado de esta manera:

La teoría espectral está conectada con la investigación de las vibraciones localizadas de una variedad de objetos diferentes, de los átomos y moléculas en química a los obstáculos en guías de ondas acústicas. Estas vibraciones tienen frecuencias, y la cuestión es decidir si tales vibraciones localizadas ocurren, y cómo hacer para calcular las frecuencias. Este es un problema muy complicado, ya que cada objeto tiene no solo un tono fundamental, sino también una complicada serie de matices que varían radicalmente de un cuerpo a otro.

La teoría matemática no depende de tales consideraciones físicas a nivel técnico, pero hay ejemplos de la influencia mutua (ver por ejemplo el artículo de Mark Kac Can you hear the shape of a drum?). La adopción por parte de Hilbert del término 'espectro' se ha atribuido a un documento de 1897 de Wilhelm Wirtinger sobre la ecuación diferencial de Hill (por Jean Dieudonné), y fue asumido por sus estudiantes durante la primera década del siglo XX, entre ellos por Erhard Schmidt y Hermann Weyl. La base conceptual de los espacios de Hilbert fue desarrollada a partir de las ideas de Hilbert por Erhard Schmidt y Frigyes Riesz. Fue casi veinte años después, cuando la mecánica cuántica se formula en términos de la ecuación de Schrödinger, que se realiza la conexión con espectros atómicos. Ya se había sospechado antes una conexión con la física matemática de vibraciones, según lo comentado por Henri Poincaré, pero fue rechazada por simples razones cuantitativas, a falta de una explicación de la serie de Balmer. Cfr. El posterior descubrimiento en mecánica cuántica de que la teoría espectral podría explicar las características de los espectros atómicos fue por lo tanto fortuito, en lugar de ser parte de la teoría espectral de Hilbert.

## Una definición del espectro
Sea {\displaystyle T} una aplicación lineal acotada definida sobre un espacio de Banach. Construímos la transformación:
{\displaystyle R_{\zeta }=\left(\zeta \ I-T\right)^{-1}\ .}
Aquí {\displaystyle I} es el operador de identidad y {\displaystyle \zeta } es un número complejo. El inverso del operador {\displaystyle T}, que es {\displaystyle T^{-1}}, se define como:
{\displaystyle T\ T^{-1}=T^{-1}\ T=I\ .}
Si tal inversa existe, {\displaystyle T} se llama regular. Si no existe, {\displaystyle T} se llama singular.
Con estas definiciones, la resolvente de {\displaystyle T} es el conjunto de todos los números complejos {\displaystyle \zeta } tales que {\displaystyle R_{\zeta }} existe y está acotada. Este conjunto se denota a menudo como {\displaystyle \rho (T)}. El espectro de {\displaystyle T} es el conjunto de todos los números complejos {\displaystyle \zeta } para los que {\displaystyle R_{\zeta }} no existe o no está acotada. A menudo, el espectro de {\displaystyle T} se denota por {\displaystyle \sigma (T)}. La función {\displaystyle R_{\zeta }} para todos {\displaystyle \zeta } en {\displaystyle \rho (T)} (es decir, dondequiera que exista {\displaystyle R_{\zeta }}) se llama la resolvente de {\displaystyle T}. El espectro de {\displaystyle T} es por lo tanto el complemento del conjunto resolvente de {\displaystyle T} en el plano complejo. Cada autovalor de {\displaystyle T} pertenece a {\displaystyle \sigma (T)}, pero {\displaystyle \sigma (T)} puede no contener los valores propios.
Esta definición se aplica a espacios de Banach, pero también a otros tipos de espacios más generales, por ejemplo, los espacios vectoriales topológicos. Por otro lado, los espacios de Banach incluyen a los espacios de Hilbert, y es en  esos espacios que se encuentra la mayor aplicación y los más ricos resultados de la teoría espectral Con restricciones adecuadas, se puede decir mucho acerca de la estructura de los espectros de transformaciones en un espacio de Hilbert. En particular, para todo operador autoadjunto, el espectro se encuentra en la línea real y (en general) es un  combinación espectral de un espectro puntual de valores propios discretos y de un espectro continuo

## ¿Qué es la teoría espectral, en términos generales?
En análisis funcional y álgebra lineal, el teorema espectral establece las condiciones bajo las cuales un operador puede ser expresado en forma simple como suma de operadores más simples. Como una presentación completamente rigurosa no es apropiada para este artículo, tomamos un enfoque que evita gran parte del rigor de un tratamiento formal con el objetivo de ser más comprensible para un no especialista.
Este tema es más fácil de describir mediante la introducción de la notación bra-ket de Dirac.
 A modo de ejemplo, un operador lineal muy particular  L puede ser escrito como producto diádico:
{\displaystyle L=|k_{1}\rangle \langle b_{1}|,}
en términos del bra {\displaystyle \langle b_{1}|} y del ket {\displaystyle |k_{1}\rangle }. Una función {\displaystyle f} se describe por un ket como {\displaystyle |f\rangle }. La función {\displaystyle f(x)} definido en las coordenadas {\displaystyle (x_{1},x_{2},x_{3},\dots )} se denota como:
{\displaystyle f(x)=\langle x,f\rangle }
y la magnitud de {\displaystyle f} por:
{\displaystyle ||f||^{2}=\langle f,f\rangle =\int \langle f,x\rangle \langle x,f\rangle \,dx=\int f^{*}(x)f(x)\,dx}
donde la notación '*' denota la conjugación compleja. Este elección de producto escalar define un espacio prehilbertiano específico, lo que restringe la generalidad de los argumentos que siguen.
El efecto de {\displaystyle L} sobre la función {\displaystyle f} se describe como:
{\displaystyle L|f\rangle =|k_{1}\rangle \langle b_{1}|f\rangle }
expresando el resultado de que el efecto de {\displaystyle L} sobre {\displaystyle f} es producir una nueva función {\displaystyle |k_{1}\rangle }  multiplicado por el producto interno representado por {\displaystyle \langle b_{1}|f\rangle }.
Un operador lineal {\displaystyle L} más general se puede expresar como:
{\displaystyle L=\lambda _{1}|e_{1}\rangle \langle f_{1}|+\lambda _{2}|e_{2}\rangle \langle f_{2}|+\lambda _{3}|e_{3}\rangle \langle f_{3}|+\dots ,}
donde {\displaystyle \{\,\lambda _{i}\,\}} son escalares,  {\displaystyle \{\,|e_{i}\rangle \,\}} forman una base y {\displaystyle \{\,\langle f_{i}|\,\}} forman una base dual del espacio. La relación entre la base y la base dual se describe, en parte, por:
{\displaystyle \langle f_{i}|e_{j}\rangle =\delta _{ij}}
Aplicando tal formalismo, {\displaystyle \{\,\lambda _{i}\,\}} son los autovalores de {\displaystyle L} y las funciones  {\displaystyle \{\,|e_{i}\rangle \,\}} autofunciones de {\displaystyle L}. Los valores propios se encuentran en el espectro de {\displaystyle L}.
Algunas preguntas naturales son: ¿bajo qué circunstancias funciona este formalismo, y qué operadores {\displaystyle L} poseen una expansión en serie de otros operadores? ¿Puede cualquier función {\displaystyle f} expresarse en términos  funciones propias (forman una base de Schauder) y bajo qué circunstancias surge un espectro puntual o un espectro continuo? ¿Cómo los formalismos de espacios infinitodimensionales y espacios de dimensión finita son diferentes? ¿Realmente se diferencian? ¿Estas ideas pueden extenderse a una clase más amplia de espacios? Responder a estas preguntas es el cometido de la teoría espectral y requiere conocimientos considerables en análisis funcional y  álgebra matricial.